# (6164) Gerhardmüller
(6164) Gerhardmüller es un asteroide perteneciente al cinturón de asteroides, región del sistema solar que se encuentra entre las órbitas de Marte y Júpiter, descubierto el 9 de septiembre de 1977 por Nikolái Stepánovich Chernyj desde el Observatorio Astrofísico de Crimea (República de Crimea).

## Designación y nombre
Designado provisionalmente como 1977 RF2. Fue nombrado Gerhardmüller en homenaje al académico Gerhard Friedrich Müller (Miller, según la ortografía tradicional en ruso), primer rector de la Universidad de San Petersburgo y editor de la primera revista académica rusa. Es considerado el padre de la escuela histórica de San Petersburgo, y sus obras fueron la base para la investigación sobre la historia, etnografía, arqueología y geografía de Rusia y Siberia.

## Características orbitales
Gerhardmüller está situado a una distancia media del Sol de 2,245 ua, pudiendo alejarse hasta 2,679 ua y acercarse hasta 1,811 ua. Su excentricidad es 0,193 y la inclinación orbital 4,822 grados. Emplea 1229,12 días en completar una órbita alrededor del Sol.

## Características físicas
La magnitud absoluta de Gerhardmüller es 13,5. Tiene 4,912 km de diámetro y su albedo se estima en 0,149. 